# Белшина
ОАО «Белшина» — производитель автомобильных шин. Выпускает шины для легковых, грузовых, большегрузных автомобилей, строительно-дорожных и подъёмно-транспортных машин, электротранспорта, автобусов, тракторов и сельскохозяйственных машин. Около 90 % шин, выпускаемых на комбинате, являются радиальными. Основной внешнеторговый партнёр предприятия — Россия, куда поставляется до 60 % экспортируемой продукции.

## История
Основанием для начала строительства в Бобруйске (СССР) Белорусского шинного комбината (в настоящее время ОАО «Белшина») стали Постановление Совета Министров СССР от 25 марта 1963 года № 299 «О мерах по более полному использованию трудовых резервов Белорусской ССР» и решение ВСНХ СССР № 90-р от 11 июня 1965 года, которым было утверждено проектное задание на строительство БШК.
Непосредственно к строительству Белорусского шинного комбината приступили в сентябре 1965 года.
В 1968 году начал действовать блок механических производств (впоследствии — механический завод), где собиралось и изготавливалось оборудование для будущих цехов производства, отрабатывались новые методы сборки шин, проходило практическое обучение рабочих специальностям шинного производства.
31 декабря 1971 года на экспериментальном участке блока механических производств была изготовлена первая белорусская шина для 27-тонного автомобиля марки «БелАЗ».
31 декабря 1972 года был введен в строй завод крупногабаритных шин.
С декабря 1979 года начал действовать завод массовых шин.
31 января 1985 года в составе производственного объединения «Бобруйскшина» начал действовать четвертый по счету завод сверхкрупногабаритных шин.
В мае 1992 года Приказом государственного комитета Республики Беларусь по промышленности и межотраслевым производствам производственное объединение «Бобруйскшина» было преобразовано в Белорусский шинный комбинат «Белшина».
26 сентября 2002 года Могилевский областной исполнительный комитет принял решение № 18-13 о регистрации открытого акционерного общества «Белшина» (Свидетельство о государственной регистрации № 700016217 от 27.09.2002 г.).
В 2020 году пакет акций в размере 15,44 % был приобретён Беларусбанком, представитель которого вошёл в наблюдательный совет акционерного общества.
В феврале 2023 года стало известно, что генеральный директор «Белшины» Андрей Бунаков был арестован из-за предполагаемого совершения экономического преступления. 27 марта того же года новым генеральным директором предприятия был назначен Александр Ковалёв.

### Скандалы и международные санкции
В 2020 году несколько сотен работников «Белшины» присоединились к массовым протестам против Александра Лукашенко после президентских выборов. Была объявлена забастовка с политическими требованиями, но она так и не началась, поскольку руководство «Белшины» оказывало давление на работников компании. Несколько бастующих рабочих были уволены.
9 августа 2021 года генеральный директор «Белшины» Андрей Бунаков был включён в список специально обозначенных граждан и заблокированных лиц США. Сама компания находится в списке с 2011 года, но в 2015—2021 годах санкции против неё были приостановлены.
После начала миграционного кризиса «Белшина» была включена в пятый пакет санкций Европейского союза, вступивший в силу 2 декабря 2021 года, так как «является существенным источником дохода для режима Лукашенко». 20 декабря того же года к санкциям ЕС присоединилась Швейцария, а 22 декабря — Албания, Исландия, Лихтенштейн, Норвегия, Северная Македония, Сербия, Черногория. С марта 2022 года компания также находится под санкциями Японии, с октября того же года — Украины.
20 марта 2024 года «Белшина» добилась в Суде Европейского союза отмены санкций ЕС. По мнению суда, предприятие не могло являться существенным источником дохода для белорусского режима из-за своей убыточности, а Совет Европейского союза не смог доказать, что причиной увольнения сотрудников «Белшины» были политические мотивы (официально бастующие работники были уволены за прогулы). При этом по словам руководителя оппозиционного Народного антикризисного управления Павла Латушко, «Белшина» продолжает находиться под секторальными санкциями ЕС.
В октябре 2024 года Беларусский расследовательский центр заявил, что «Белшина» поставляет продукцию для российских оборонных предприятий.